# Жискар д’Эстен, Анри
Анри Жискар д’Эстен (фр. Henri Giscard d'Estaing, родился 17 октября 1956 года) — французский предприниматель, политический и общественный деятель, сын президента Франции Валери Жискар д’Эстена.
В 1981 году участвовал в предвыборной президентской кампании своего отца.
В 22 года стал самым молодым служащим Генерального совета Франции (от департамента Луар и Шер)
Был генеральным директором компании Evian (подразделения Danone, отвечающего за минеральную воду).
С 1997 года финансовый, а с 2001 — генеральный директор компании Club Med.